# Crioceris duodecimpunctata
Crioceris duodecimpunctata este o specie de gândac de frunză strălucitor aparținând familiei Chrysomelidae și subfamilei Criocerinae.
Lungimea speciei variază între 5 și 6,5 milimetri. Culoarea capului, a pronotului și a elitrelor este roșu-portocalie, iar scutela este neagră. Pe elitre se găsesc douăsprezece puncte negre.  
Principala sursă de hrană constituie Cucurbitaceaele și speciile de sparanghel. Larvele se hrănesc doar cu fructele de sparanghel, fiind principalul dăunător al acestei plante, în timp ce adulții preferă lăstari și frunze mai tari.
Se găsesc în întreaga ecozonă paleartică, incluzând și Insulele Britanice.